# Цегляний провулок (Житомир)
Цегляний провулок — провулок в Корольовському районі Житомира.

## Характеристики
Знаходиться на Путятинці. Бере початок від Табірного провулка. Прямує на північний схід. Складної конфігурації на плані. Завершується глухим кутом поблизу території Ботанічного саду Поліського національного університету. Від Цегляного провулка бере початок Слов'янський провулок.

## Історія
Провулок нанесений на плани та мапи міста другої половини ХІХ — початку ХХ століття. Сформувався з дороги, що зв'язувала місто з цегельнею Бернандинського костелу, функціонуючою протягом XVIII — першої половини ХІХ століття. Забудова провулка здебільшого сформувалася наприкінці ХІХ століття. Решта забудови формувалася упродовж другої половини ХХ століття та здебільшого сформована станом на кінець 1960-х років.
До 1928 року провулок мав назву українською мовою Кирпичний. У 1928 році назву приведено відповідно до українського правопису — Цегельний.